# کلیسای مریم مقدس (خویلو)
کلیسای مریم مقدس (خویلو) (ارمنی: Սուրբ Աստվածածին եկեղեցի (Խոյլու)؛ ) یک کلیسا متعلق به کلیسای حواری ارمنی واقع در شهر خوی‌لو، استان شاهومیان جمهوری آرتساخ می‌باشد. ساخت و ساز این ساختمان در سده ۱۹ میلادی؛ به پایان رسید. این بنا به سبک معماری ارمنی طراحی شده است.